# 시학 (아리스토텔레스)

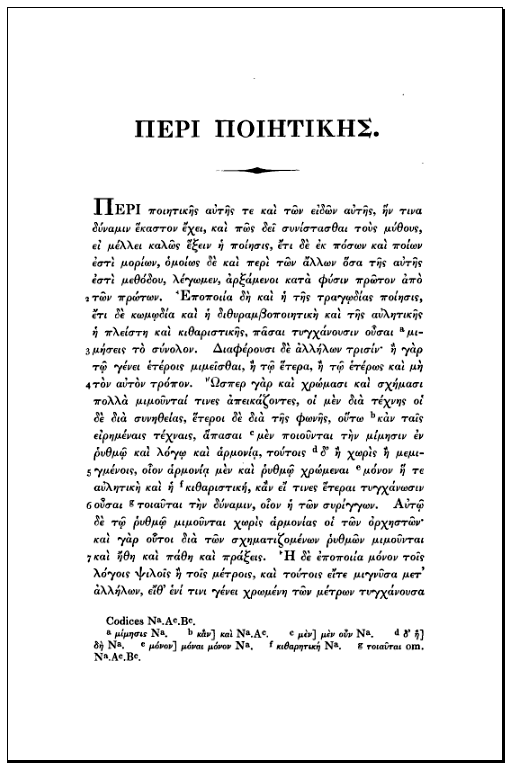

《시학》(詩學, 고대 그리스어: Περὶ ποιητικῆς 페리 포이에티케스[*])은 아리스토텔레스의 저서이다. 시학은 그가 '시'라고 여기는 장르에 대해서 서술한 책이다. 아리스토텔레스는 시학에서 시를 첫 번째 원리(first principles)라고 하였다. 아리스토텔레스는 시학에서 비극은 왜 서사시보다 우월한지를 설명한다. 그는 아리스토파네스류의 희극보다는 비극에 더 큰 중심을 두고 시를 설명하였다. 가장 유명한 시학의 하나이다.

## 핵심 용어
- 미메시스 (Mimesis) 또는 모사(模寫)/모방(模倣)
- 카타르시스 (Catharsis) 또는 정화(淨化)
- 페리페테이아 (Peripeteia) 또는 급전(急轉)/ 상황전환
- 아나그노리시스 (Anagnorisis) 또는 인지(認知), 자기 인식(自己認識)/자기 의식(意識)
- 하마르티아 (Hamartia) 또는 성격적 약점/결함 또는 핸디캡(handicap)
- 미토스 (Mythos) 또는 극의 줄거리 또는 시놉시스(synopsis) 또는 플롯
- 에토스 (Ethos) 또는 성격(性格), 등장 인물의 성격 또는 캐릭터(character)
- 디아노이아 (Dianoia) 또는 사고력, 생각이나 사상, 주제
- 렉시스 (Lexis) 또는 언어 표현/언사(言辭), 어법
- 밀로스 (Melos) 또는 노래, 율동
- 옵시스 (Opsis) 또는 스펙타클, 시각적 장치, 장경(章景)[1]

## 내용
아리스토텔레스의 학두기 강의록이라고 하는데, 기초 부분은 아카데미아 시기로 소급될 것이다. 비극과 희극 두 부분으로 되어 있는 듯하지만 희극을 다루었을 제2부는 현존하는 책에서는 볼 수가 없다. 아리스토텔레스는 이 책의 첫머리에서 포이에시스(詩作)는 그 종류를 통틀어 모두 미메시스(모방)라고 하였다. 이 점은 플라톤을 따르고 있다. 그러나 플라톤은 진실에서 멀어져가는 외관물(外觀物)이라 하여 댄스와 음악과 같은 화사한 것이나 서사시나 비극 등 시작품은 덕의 형성을 해치는 것이라 하여 이상국가 건설의 교육 계획에서 배제하였다. 아울러 사회나 인생에 쓸모가 있다고 하는 변호가 있으면 그것을 용인하는 데에 인색하지 않겠다고 하였다. 아리스토텔레스는 그러한 플라톤의 말을 받아들여 특히 비극의 본질을 구명하면서 시작(詩作)이 인생에 큰 효과가 있다는 것을 비판적으로 해답하려 하였다. 이 목적에서 그는 리듬이나 멜로디 등 시의 형식면에는 그다지 깊이 들어가지 않고 실질면인 모방과 효과를 주로 논하였으며, 특히 작품으로서의 시보다도 시의 제작 내지는 기술의 구명에 힘을 기울였던 것이다. 그는 인간에 있어서 본성적인 모방을 시작의 영역에서 발전적·단계적으로 추구하고, 드라마적인 모방을 완성한 최고 단계로 포착하여, 성실하고 고귀한 즉 선량한 행위의 모방인 비극이야말로 진정 그것이라고 평가하였다.
비극은 상당한 길이로써 완결된 중대 행위의 모방이다. 그 가운데에는 리듬과 음악적인 언어가 있으며, 등장인물은 연민과 공포를 불러일으키는 일련의 사건을 통하여 행위의 카타르시스(淨化)를 성취하는 것이다. 이 정의에서 그는 비극은 정념의 정화를 이룩하는 점에서 많은 효과가 있다고 하였으나 이 정화가 실은 이미 무대 위에서 모방되는 행위 그 자체 속에 포함되어 있는 사실에 주목해야 한다. 즉 복잡한 행위의 구성, 사건의 연쇄, 미토스(줄거리)의 구성 속에서 특히 페리페테이아(急轉)와 아나그노리시스(認知) 등이 정화와 관계하는 것이다. 선량한 사람, 가령 문벌의 사나이인 오이디푸스 왕 등의 육친 살해, 기타 욕되고 무서운 행위는 무지에서 오는 실책으로 일어나는 것으로서 그 때문에 부당한 불행 속으로 빠져 가련한 대상이 된다. 그러나 무지를 인지하는 행위 가운데 이미 오욕의 정화가 이루어지고 있다. 이러한 인간적 약점이라는 점에서 비극적 영웅에 대하여 관람하는 사람편에 공감이 생긴다는 것이다. 또한 비극의 구성은 그 자체가 살아 있는 하나의 아름다움이어서 그 속에서의 연민과 공포의 감정도 쾌감으로서 이미 정화되어 있다. 요컨대 비극 속의 행위를 보고 얻을 수 있는 정화는 지적 정화임을 강조하고 있는 것이다.
이 책에서 거론되는 사상이나 언어의 표현이나 무대화(舞臺化)도, 인물의 성격적 일관성이나 행위나 줄거리의 필연성 등도 모두 비극적 행위에 연결되어 있다. 시작이 역사보다 철학적이며, 서사시보다 비극이 발전적으로 뛰어났다는 것, 비극의 전형을 소포클레스에서 찾은 것은 그의 독자적 행위관, 특히 형이상학적인 에네르게이아(現實態)관에 기인하고 있다. 호라티우스의 《시학(詩學)》과 더불어 때로는 혼합되면서 르네상스 이후 근세 유럽의 문예비평이나 극작에 끼친 영향은 큰데, 그것은 이 책에 들어 있는 시의 실례나 시작의 일반 규칙뿐만 아니라 철학적으로 철저한 통찰을 포함하고 있기 때문이다.

## 플롯
플롯은 아리스토텔레스의 《시학》에 나와 있는 미토스(mythos)라는 말의 번역에서 유래된 것이다. 희랍어 '미토스'는 어떤 집단ㆍ문화의 특유한 신앙 양식ㆍ가치관으로 예술 작품의 구상이나 모티프이며, 본래의 뜻은 '이야기'로서 신화를 뜻하는 영어 'myth'도 'mythos'에서 유래한다.

## 같이 보기
- 형이상학